# David (nom)
David és un nom propi masculí d'origen hebreu (דָּוִד) que significa «l'estimat» o «l'escollit de Déu». És un nom bíblic que prové del famós rei David d'Israel

## Origen
David és el nom d'un personatge bíblic de l'Antic Testament:
- David, fill d'Isaí i segon rei d'Israel.

## En altres llengües
| Espanyol  | David         |
| Àrab      | دَاوُۥدَ (Dāwud) |
| Txec      | David         |
| Danès     | David         |
| Euskera   | Dabi          |
| Finlandès | Daavid        |
| Francès   | David         |
| Gallec    | Davide        |
| Grec      | Δαβιδ (David) |
| Hebreu    | דָּוִד (Dāwîḏ)   |
| Holandès  | David         |
| Anglès    | David         |
| Islandès  | Davíð         |
| Italià    | Davide        |
| Llatí     | David         |
| Letó      | Dāvids        |
| Lituà     | Dovydas       |
| Noruec    | David         |
| Polonès   | Dawid         |
| Portuguès | David         |
| Rus       | Давид (David) |
| Suec      | David         |
| Turc      | Davud         |

## Santoral
La celebració del sant de David es correspon amb el día 29 de desembre.